# Jablonov
Jablonov (węg. Szepesalmás) – słowacka wieś i gmina (obec) w powiecie Lewocza w kraju preszowskim. Centrum wsi leży na wysokości 480 m n.p.m.
Pierwsze wzmianki o wsi pochodzą z 1235 roku.
Gmina ma powierzchnię 20,53 km². Mieszka tam około 980 osób (spis ludności z 21 maja 2011).